# Théorème de Lochs
En mathématiques, et plus précisément en analyse, le théorème de Lochs, démontré en 1964 par Gustav Lochs (de), un élève de Kurt Reidemeister, est un résultat concernant la vitesse de convergence du développement en fraction continue d'un nombre réel typique.

## Énoncé
Pour presque tous les nombres réels de l'intervalle ]0, 1[, le nombre m de termes du développement de ce réel en fraction continue permettant d'en obtenir les n premières décimales a le comportement asymptotique suivant :
{\displaystyle \lim _{n\rightarrow \infty }{\frac {m}{n}}={\frac {6\ln 2\ln 10}{\pi ^{2}}}\approx 0{,}97027014} (suite A086819 de l'OEIS).
On peut interpréter ce résultat comme affirmant que chaque terme supplémentaire de la représentation en fraction continue d'un réel « typique » donne une précision d'un peu plus d'une décimale supplémentaire. La base 10 est d'ailleurs la plus grande base pour laquelle la représentation positionnelle est moins précise (à ce sens) que celle en fraction continue : en base 11, la constante correspondante, {\displaystyle {\frac {6\ln 2\ln 11}{\pi ^{2}}}\approx 1{,}010432}, devient supérieure à 1.
L'inverse de cette limite,
{\displaystyle {\frac {\pi ^{2}}{6\ln 2\ln 10}}\approx 1{,}03064083} (suite A062542 de l'OEIS),
est le double du logarithme décimal de la constante de Lévy.